# Allopachria scholzi
Allopachria scholzi är en skalbaggsart som beskrevs av Wewalka 2000. Allopachria scholzi ingår i släktet Allopachria och familjen dykare. Inga underarter finns listade i Catalogue of Life.